# Johnny Goos
Johnny Goos (Wervik, 4 november 1942 – Menen, 8 juli 2023) was een Belgische politicus voor sp.a. Hij was Vlaams volksvertegenwoordiger en burgemeester van de stad Wervik.

## Biografie
Goos ging naar school in het Koninklijk Atheneum van Komen. Vanaf 1959 werkte hij in een weverij in Deerlijk, tot hij in 1961 bediende werd bij de socialistische mutualiteit Bond Moyson. Daar bleef hij werken tot hij in 1995 op brugpensioen ging.
Goos ging in de gemeentepolitiek en stond bij de gemeenteraadsverkiezingen van 1976 op de lokale BSP-lijst in Wervik. Goos werd verkozen en werd gemeenteraadslid in de oppositie. Na deze legislatuur nam hij niet deel aan de volgende verkiezingen van 1982. In 1988 stond hij op de SP-lijst, waarna hij weer gemeenteraadslid in de oppositie werd. Goos was ook provincieraadslid van West-Vlaanderen van 1987 tot 1994. Bij de verkiezingen van 1994 was hij lijsttrekker in Wervik. De SP werd de grootste partij, maar de CVP en Aktief vormden een meerderheid, waardoor Goos met de SP weer in de oppositie belandde.
Bij de eerste rechtstreekse verkiezingen voor het Vlaams Parlement van 21 mei 1995 werd hij verkozen in de kieskring Veurne-Diksmuide-Ieper-Oostende. Hij bleef Vlaams volksvertegenwoordiger tot juni 1999. Goos was er vast lid van de commissie Mediabeleid. Bij de verkiezingen van juni 1999 raakte hij niet herkozen.
Bij de lokale verkiezingen van oktober 2000 wist de SP de meerderheid te halen. Goos haalde meer dan 3900 voorkeurstemmen, bijna het drievoudige van uittredend burgemeester Rosa Lernout-Martens, en werd zo vanaf 2001 zelf burgemeester van Wervik in een coalitie met de CD&V. Bij de lokale verkiezingen van 2006 haalde hij slechts half zoveel voorkeurstemmen. Zijn partij sp.a verloor zetels, terwijl coalitiepartner CD&V er won, zodat beide partijen even groot werden. Beide vormden weer een meerderheid en Goos bleef burgemeester.
In de aanloop van de lokale verkiezingen van 2012 kondigde Goos aan na twaalf jaar de burgemeesterssjerp door te geven. Zijn opvolger werd partijgenoot Youro Casier. Goos behaalde als lijstduwer tijdens deze verkiezingen 803 voorkeurstemmen en werd verkozen, maar besloot zijn zetel af te staan.
Johnny Goos overleed in juli 2023 op 80-jarige leeftijd.